# Soros-terv

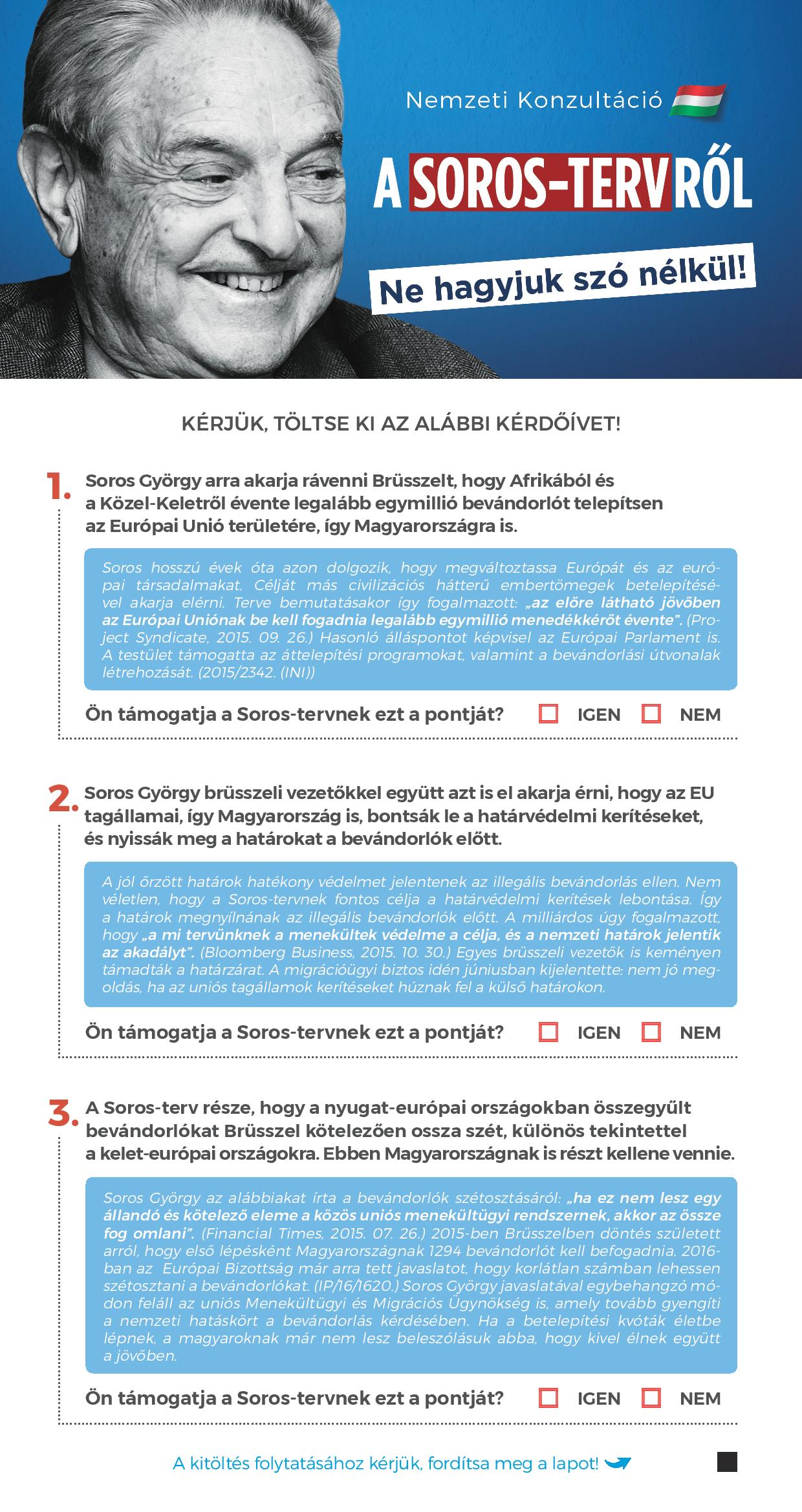
A Soros ellenes kampány Ne hagyjuk szó nélkül című kormányzati propagandakiadványa, amely nagyrészt Soros Györgynek angolul megjelent „A menekültügyi rendszer újjáépítése” (Rebuilding the Asylum System) című tervezetét tartalmazza magyar nyelven

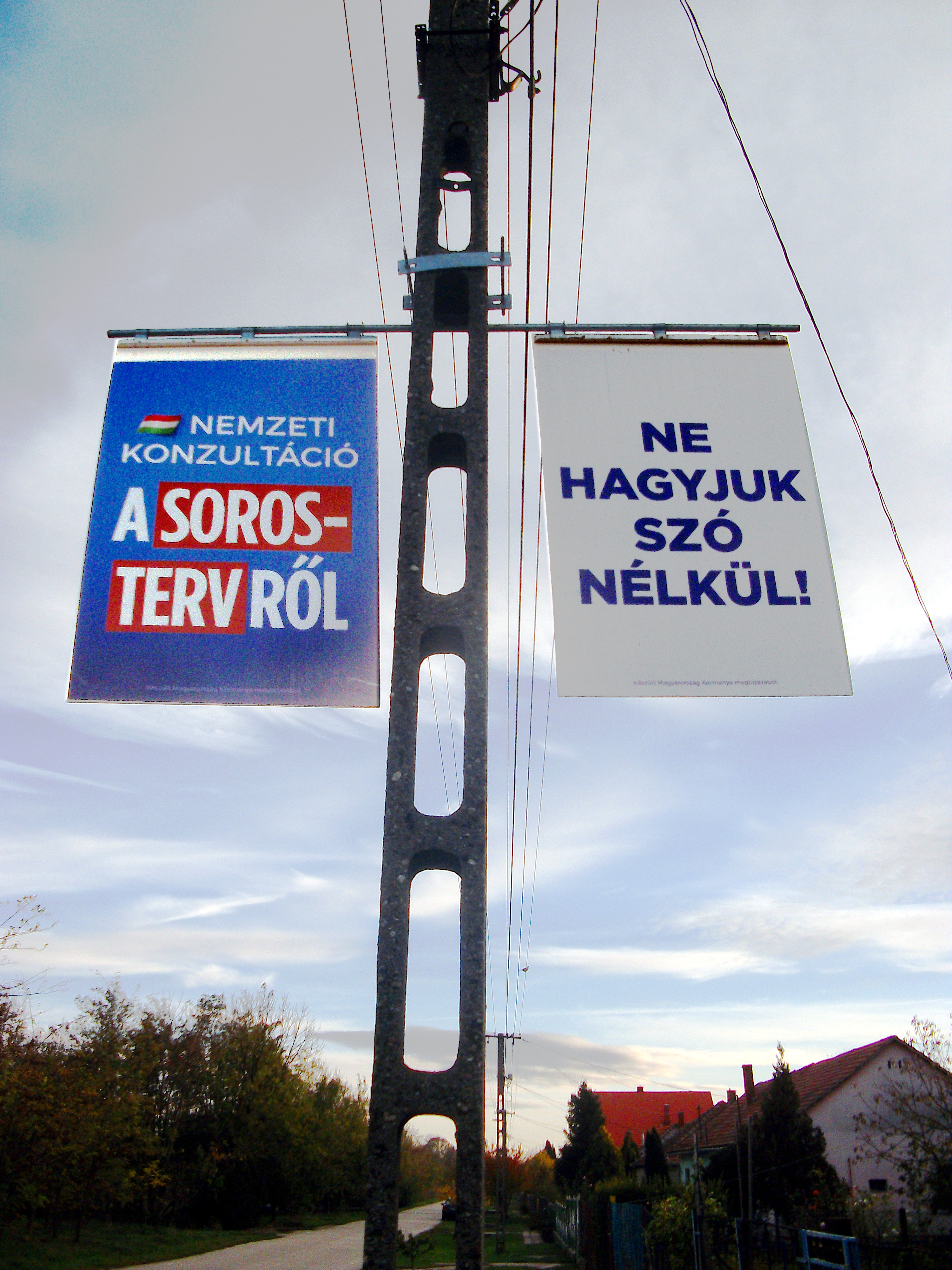
A fiktív Soros-tervvel riogató, Nemzeti konzultációt hirdető propagandaplakátok a Fejér megyei Zichyújfaluban

A 24.hu hírportál 2015. szeptember 28-án számolt be arról, hogy Soros György Rebuilding the Asylum System (A menekültügyi rendszer újjáépítése) címen egy blogbejegyzést tett közzé, amelyben részletesen kifejtette, hogy a menekültválság kezelésére átfogó tervre van szükség. A 24.hu hat pontban foglalta össze a Soros György írását. A hatodik pont a 24.hu összefoglalásában szó szerint így szól:
Az évente több mint egymillió menekült letelepítése érdekében az EU-nak mozgósítania kell az NGO-kat, az egyházakat és a vállalkozásokat is, hogy támogassák az ügyet. Ehhez nem csupán megfelelő finanszírozásra lesz szükség, de a szponzorok és a migránsok összekötéséhez a humán- és it-kapacitásokat is bővíteni kell.
A Soros-terv a magyarországi közéletben egy politikai narratíva összefoglaló elnevezése, amely szerint Soros György egy civilekből és nemzetközi szervezetekből álló hálózatot (Open Society Foundations) pénzel nem titkoltan többek között azért, hogy Magyarországon és egész Európában muszlim, észak-afrikai és közel-keleti bevándorlók tömeges betelepítését segítse elő és ez Magyarország számára nem kívánatos.
A fogalmat a harmadik Orbán-kormány vezette be a köztudatba, és az európai migrációs válság során gyakran a kormány menekültpolitikáját kritizálók hiteltelenítésére használta fel, továbbá ezzel indokolta a menekültek jogait védő szervezetek működését korlátozó Stop Soros törvénycsomagot, illetve kérdőjelezte meg a kormányt érő belső és nemzetközi kritikák (például a Sargentini-jelentés) hitelességét.
Soros az Egyesült Államokban a Demokrata Párt egyik jelentősebb támogatójaként, különféle liberális, kisebbségvédő és egyéb emberi jogi szervezetek támogatójaként, a globális nyitott társadalom megvalósítása érdekében tevékenykedő aktivistaként a jobboldali mozgalmakkal, pártokkal, kormányokkal kölcsönösen barátságtalan viszonyban volt. 
Az Orbán-kormánypárti körökön kívül a Soros-tervet többnyire összeesküvés-elméletnek tekintik, amelynek elemeit professzionális, külföldi kampányguruk állították össze, tudatosan az emberek irracionális félelmeire alapozva.
A Soros-terv annak a több mint 600 hasonló szóöszetételnek az egyike, amelyek a magyar médiában 2015 után keletkeztek, leginkább a Soros-ellenes kormányzat kampány termékeként vagy annak hatására. Ezeket 2023 nyarán szótár formájában is kiadták.

## A Soros-terv az Orbán-kormány megfogalmazásában

### A Kormányzati Tájékoztatási Központ összefoglalója
2017 szeptemberének végén közérdekűadat-igénylést nyújtott be az LMP-s Szél Bernadett a kormánynak, hogy kikérje a Soros-tervet, hogy megtudja, mire hivatkozva hirdette meg az újabb nemzeti konzultációt a kormány. Szinte napra pontosan egy hónappal később az ellenzéki politikus megkapta a választ az igénylésre, amiben egy viszonylag tömör összefoglalót olvashatunk a Soros-terv kormány általi értelmezéséről.
Az írás felhívja a figyelmet arra, hogy Soros az általa készített, több formában is nyilvánosságra hozott javaslatcsomagot maga is tervnek nevezi, és a következő elemeket tartalmazza:
- 1 millió bevándorló befogadása évente – „az előre látható jövőben az Európai Uniónak be kell fogadnia legalább egymillió menedékkérőt évente.” (Project Syndicate, 2015.09.26.)
- Állandó, kötelező, és felső létszámkorlát nélküli eljárás a bevándorlók szétosztására ~ „ha ez nem lesz egy állandó és kötelező eleme a közös uniós menekültügyi rendszernek, akkor az össze fog omlani.” (Financial Times, 2015.07.26.)
- A határzárak lebontása – „a mi tervünknek a bevándorlók védelme a célja, és a nemzeti határok jelentik az akadályt.” (Bloomberg Business, 2015.10.30.)
- Az NGO-k legyenek a bevándorlás szponzorai – „hogy több mint egymillió menekültet és bevándorlót be tudjon fogadni évente, az EU-nak mobilizálnia kell a magánszférát – az NGO-kat, egyházi csoportokat és az üzleti világot –, hogy szponzorként lépjen fel.” (Project Syndicate, 2015.09.26.)
- Pénzügyi támogatás a bevándorlóknak – „az EU-nak biztosítania kellene menedékkérőnként évi 15 ezer eurót az első két évben, hogy fedezze a szállást, az egészségügyi ellátást, az oktatási költségeket – és hogy a menekültek befogadását vonzóbbá tegye a tagállamoknak.” (Project Syndicate, 2015.09.26.)
- A támogatást a meglévő uniós források csökkentésével lehet kombinálni – Soros tavaly június 30-án Brüsszelben azt javasolta, hogy az EU a migrációs válság megoldása érdekében csökkentse a mezőgazdasági és kohéziós uniós kiadásokat. (Brüsszel, 2016.06.30.)

Az összefoglaló hangsúlyozza, hogy Sorostól egyáltalán nem idegen a különböző javaslatok, ajánlások, tervek készítése, propagálása. Köztudott, hogy a „A nyílt társadalom” című művében a „globális nyílt társadalom” létrehozásának módját vázolja fel, mint írja: „ „a nyílt társadalom magjait vetjük el, és biztos vagyok abban, hogy a magok egy része gyökeret fog ereszteni”. Nyíltan beismeri, hogy szerinte „a globális nyílt társadalom létrehozása mindenképpen magában foglalná a belügyekbe való beavatkozást is”, ami a „külföldi segítségnyújtásban” ölt formát. „Tulajdonképpen ezt teszik az alapítványaim, és ezt kellene tennie a nyílt társadalmak szövetségének is” − írja.
Soros és hálózata óriási erőforrásokat mozgósít annak érdekében, hogy ezek a bevándorlást segítő tervek valóra váljanak. A Nyílt Társadalom Alapítvány 2016 augusztusában kiszivárgott jelentésében például ez olvasható: „támogattuk a terület befolyásos
szereplőit, beleértve az agytrösztöket, a politikai elemzőközpontokat, a civil társadalom hálózatait és azok szereplőit, hogy alakítsák a migrációs politikát, és befolyásolják a migráció szabályozását és végrehajtását meghatározó regionális és globális folyamatokat.”
A kormányzati anyag a nemzeti konzultáció aktualitását azzal indokolja, hogy brüsszeli intézmények döntéseiben visszaköszönnek a milliárdos javaslatai. Például az Európai Parlament LIBE szakbizottságának 2017. október 19-én elfogadott rendelettervezet
- létrehozna egy állandó, felső létszámkorlát nélküli betelepítési rendszert;
- a betelepítéseket elsősorban azokba az országokba irányítanák, amelyek rosszul állnak a betelepítések terén;
- a bevándorlók 30 fős csoportokban kérhetik, hogy ugyanabba a tagállamba telepítsék őket;
- megkönnyítenék a családegyesítéseket is;
- pénzügyi szankciókkal (az uniós források megkurtításával) sújtanák azokat az országokat; amelyek nem hajlandóak részt venni a programban.

A brüsszeli szakbizottsági javaslatnak van még egy eleme, ami gyakorlatilag bevonná az NGO-kat a betelepítési eljárásokba, így Magyarországon azok a szervezetek is koordinálhatnák a betelepítéseket, amelyek átláthatatlan módon, külföldről kapják támogatásaik jelentős részét. Azok a szervezetek, amelyek korábban feljelentették Magyarországot azért, mert állításuk szerint hazánk nem bánt megfelelően a bevándorlókkal.

### Nemzeti konzultáció
A kormány 2017 végén tartott nemzeti konzultációt a „Soros-terv” kérdésében, melyben a kormány közlése szerint – a többi konzultációhoz hasonlóan – a kormánynak kedvező döntés született, és amelynek eredményeit szintúgy a kormány összesítette. A konzultációs ív állításai a következők:
1. Soros György arra akarja rávenni Brüsszelt, hogy Afrikából és a Közel-Keletről évente legalább egymillió bevándorlót telepítsen az Európai Unió területére, így Magyarországra is. Soros hosszú évek óta azon dolgozik, hogy megváltoztassa Európát és az európai társadalmakat. Célját más civilizációs hátterű embertömegek betelepítésével akarja elérni. Terve bemutatásakor így fogalmazott: „az előre látható jövőben az Európai Uniónak be kell fogadnia legalább egymillió menedékkérőt évente”. (Project Syndicate, 2015. 09. 26.) Hasonló álláspontot képvisel az Európai Parlament is. A testület támogatta az áttelepítési programokat, valamint a bevándorlási útvonalak létrehozását. (2015/2342. (INI))
2. Soros György brüsszeli vezetőkkel együtt azt is el akarja érni, hogy az EU tagállamai, így Magyarország is, bontsák le a határvédelmi kerítéseket, és nyissák meg a határokat a bevándorlók előtt. A jól őrzött határok hatékony védelmet jelentenek az illegális bevándorlás ellen. Nem véletlen, hogy a Soros-tervnek fontos célja a határvédelmi kerítések lebontása. Így a határok megnyílnának az illegális bevándorlók előtt. A milliárdos úgy fogalmazott,hogy „a mi tervünknek a menekültek védelme a célja, és a nemzeti határok jelentik az akadályt”. (Bloomberg Business, 2015. 10. 30.) Egyes brüsszeli vezetők is keményen támadták a határzárat. A migrációügyi biztos idén júniusban kijelentette: nem jó megoldás, ha az uniós tagállamok kerítéseket húznak fel a külső határokon.
3. A Soros-terv része, hogy a nyugat-európai országokban összegyűlt bevándorlókat Brüsszel kötelezően ossza szét, különös tekintettel a kelet-európai országokra. Ebben Magyarországnak is részt kellene vennie. Soros György az alábbiakat írta a bevándorlók szétosztásáról: „ha ez nem lesz egy állandó és kötelező eleme a közös uniós menekültügyi rendszernek, akkor az össze fog omlani”. (Financial Times, 2015. 07. 26.) 2015-ben Brüsszelben döntés született arról, hogy első lépésként Magyarországnak 1294 bevándorlót kell befogadnia. 2016-ban az Európai Bizottság már arra tett javaslatot, hogy korlátlan számban lehessen szétosztani a bevándorlókat. (IP/16/1620.) Soros György javaslatával egybehangzó módon feláll az uniós Menekültügyi és Migrációs Ügynökség is, amely tovább gyengíti a nemzeti hatáskört a bevándorlás kérdésében. Ha a betelepítési kvóták életbe lépnek, a magyaroknak már nem lesz beleszólásuk abba, hogy kivel élnek együtt a jövőben.
4. A Soros-terv alapján Brüsszelnek arra kellene köteleznie minden tagállamot, így Magyarországot is, hogy minden bevándorlónak fizessen 9 millió forint állami segélyt. Soros szerint jelentős összegeket kellene költeni a bevándorlókra. „Az EU-nak biztosítania kellene menedékkérőnként évi 15 ezer eurót az első két évben, hogy fedezze a szállást, az egészségügyi ellátást, az oktatási költségeket – és hogy a menekültek befogadását vonzóbbá tegye a tagállamoknak.” (Project Syndicate, 2015. 09. 26.) A milliárdos szerint ezt az összeget hitelből kellene előteremteni. Soros úgy gondolja, hogy a hitelek visszaﬁzetéséhez adóemelésre van szükség: a milliárdos emelné az áfát, valamint a benzinfogyasztást és a turizmust terhelő adókat. Soros tavaly Brüsszelben azt is javasolta, hogy az EU a migrációs válság megoldása érdekében csökkentse a közép-európai országoknak járó mezőgazdasági és kohéziós támogatásokat.
5. Soros György azt is el akarja érni, hogy a migránsok enyhébb büntetést kapjanak az általuk elkövetett bűncselekményekért. Soros György jelentős összegekkel támogat olyan szervezeteket, amelyek segítik a bevándorlást, és védik a törvénytelenségeket elkövető bevándorlókat. Ilyen például a Helsinki Bizottság, mely a határzár tiltott átlépése kapcsán azzal érvelt, hogy „aggályosnak tekinthető a jogellenes belépéssel kapcsolatos súlyos jogkövetkezmények alkalmazása”. Egy másik Soros-szervezet, az Amnesty International többször is követelte annak az Ahmed H-nak a szabadon bocsátását, aki kövekkel támadt a határt védő magyar rendőrökre, és ezért elítélték. Az Amnesty még kártérítést is ﬁzettetne a magyar állammal.
6. A Soros-terv célja, hogy az európai országok nyelve és kultúrája háttérbe szoruljon annak érdekében, hogy az illegális bevándorlók integrációja hamarabb megtörténjen. Soros György „A nyílt társadalom” című könyvében arról írt, hogy „a nemzetállamok tekintélyének hanyatlása üdvözlendő fejleménynek minősül”. Soros arról is nyíltan beszélt, nem szabad feladnunk meggyőződésünket, hogy a migráció jót tesz Európának. Felszólította a nem kormányzati szervezeteket (NGO-k) és a vállalatokat, hogy legyenek a bevándorlás szponzorai. Arról is beszélt, hogy a kontinensnek végre aktív lépéseket kell tennie a nyílt társadalmak kialakítása érdekében. Egyes európai országokban és multinacionális cégeknél már ma is önként eltávolítják az európai, keresztény szimbólumokat, hogy azok „ne sértsék a bevándorlók érzékenységét”.
7. A Soros-terv része, hogy politikai támadást indítsanak a bevándorlást ellenző országok ellen, és kemény büntetésekkel sújtsák őket. A Soros-terv végrehajtásának legfőbb akadályai azok a kormányok, amelyek kiállnak a nemzeti függetlenség mellett, és fellépnek az illegális bevándorlás ellen. Soros György ma még azért nem tud évente egymillió bevándorlót Európába hozni, mert vannak olyan kormányok, amelyek tiltakoznak ez ellen. A magyar kormány eleget tesz a schengeni megállapodásnak, amikor megvédi a határokat és kerítést épít, így nehezítve a Soros-terv végrehajtását. Soros és több brüsszeli döntéshozó ezért támadja hazánkat. Az Európai Bizottság javaslata szerint azoknak a tagállamoknak, amelyek nem vesznek részt a betelepítési programban, minden bevándorló után 78 millió forintos büntetést kellene ﬁzetniük. (2016/0133. (COD)) Ez akkora összeg, amelyért egy magyar munkavállaló évtizedekig dolgozik.

## A „Soros-terv” narratíva kialakulása és alkalmazása
A „Soros-terv” fogalma alapvetően a 2011 márciusában kezdődött szíriai polgárháború miatt kialakult európai migrációs válságon alapul, illetve azon, hogy Soros György közismerten támogatja és hirdeti a nyílt és befogadó társadalmakat, a fogalom véglegesítésében pedig jelentős szerepet játszott a Soros által 2015-ben írt „A menekültügyi rendszer újjáépítése” című tanulmány.
A kormány „Soros-terv” narratívájának eredetileg nem volt sem konkrétan megnevezett célja, sem kidolgozott tartalma, csupán egy általánosan megfogalmazott „elősegíti korlátlan mennyiségű bevándorló hazánkba telepítését” volt a sugallata. Már a kezdetektől fontos része volt a „menekült” helyett a „bevándorló”, illetve a „gazdasági bevándorló” kifejezések használata, illetve a „menekült” szó teljes mellőzése, ezzel jelezve, hogy nem menekülő emberekről van szó. (2014-ben az Eurostat által ismert esetek alapján az elbírált kérelmek kicsit több mint 50%-a kapta meg a menekült státuszt; 360 000 kérelemből 160 000 első körben, 23 000 fellebbezés után. 2018-ban az első körben hozott döntések a kérelmezők 37 százalékának adtak menekült státuszt az azt kérelmezőknek. )
Soros György elleni stratégiát elsőként Oroszország fogalmazott meg 2015 környékén; ezt a narratívát vitte tovább Nikola Gruevszki, aki – miután szorosabbra húzta kapcsolatait Oroszországgal – ezt mint „Stop Operation Soros” hirdette az országos médiában, valamint egy lobbicég segítségével amerikai forrásokat is meggyőzött, hogy Soros-ellenes narratívát képviseljenek, és jelentéseiket használták állításaik alátámasztására.
A magyar vezetés 2016 környékén kezdte el a „Soros-terv” kommunikációt használni (melyről Orbán a Bálványosi szabadegyetem előadásán tett említést 2017 nyarán). A „terv” részleteit nem ismertették, csak általánosan hivatkoztak a menekültekkel kapcsolatos kérdésekre, illetve a meg nem nevezett, Soros György által irányított, a politikai kurzussal szemben álló civil szervezetek létére. Az Orbán-kormány Soros-tervének végleges tartalommal való feltöltése a 2015 szeptemberében megjelent A menekültügyi rendszer újjáépítése című cikk alapján történt (ezt 2017 végén a kormány hivatalosan is megerősítette): a cikk alapján alakult ki a hivatalos, pontokba szedett Soros-terv, valamint az ehhez kapcsolódó, a cikkből, Soros György egyéb tevékenységeiből vagy ezekhez kapcsolódó elképzelésekből kialakult lista, amely alapján „a kormánynak az ellentámadását kell megszerveznie”.

## A kampányszakértők szerepe a „Soros-terv” narratíva létrejöttében
2019 januárjában a 24.hu internetes hírportál arról számolt be, hogy George Birnbaum kampánytanácsadó, aki a magyar kormánynak is dolgozott, a svájci Magazin nevű sajtóterméknek nyilatkozatot adott. Ebben, miközben szakmai sikereivel büszkélkedett, fellebbentette a fátylat a „Soros-terv” kormányzati kommunikálásának kidolgozásáról, az abban betöltött szerepéről. Visszaemlékezését így foglalta össze: „Annyira nyilvánvaló volt. Ez volt az összes termékünk közül a legegyszerűbb. Csak be kellett csomagolni és piacra dobni.”
Orbán Viktor 2008-ban ismerkedett meg Arthur J. Finkelsteinnel, aki a 90-es években már ismert amerikai kampányszakértő volt, pontosabban a specialitása az volt, hogy konkrét adatokra építve (mint amilyenek a közvélemény-kutatások, az emberek félelmei) alkotott politikai kampányokat a szavazók megnyerésére.
Ebben az évben már a „szociális népszavazáson” jó eredményeket értek el, és az irányításával lezajlott 2010-es választási kampány teljes győzelemmel zárult; a stratégia akkori „ellenségei” a bankok, a finánctőke, a „külföldi bürokraták” voltak. 
A 2014-es választási győzelem után egy még hatékonyabb stratégia igénye merült fel, amely azon alapult, hogy egy adott negatív színben feltűnő személy jobban működik fenyegetésként, mint az elvont ideák. A korábbi „financtőke” vonalon Soros György neve merült fel (akit lobbitevékenységek során már sikerrel használtak hasonló céllal), mint az egyik ideális célpont; közvélemény-kutatással mérték fel, hogy Soros neve elég ismert-e a magyar lakosság körében ahhoz, hogy erre stratégiát lehessen építeni.
Soros ellen 2013. augusztus 14-én indult sajtókampány, amikor a Heti Válaszban megjelent egy „Soros György által irányított civil szervezetekről” szóló cikk.
Ezt követte 2014-ben az Ökotárs Alapítvány megtámadása (amit később az ügyészség illetve az adóhatóság alaptalannak nyilvánított), illetve egyes civil szervezetek elleni vád, miszerint azokat „Soros György irányítja”.
2015-re már olyan cikkek jelentek meg a kormánypárthoz kötődő sajtóban, hogy „Soros György katonái” mint titkos szervezet tevékenykednek a civil szervezeteken belül, illetve hogy a Nyílt Társadalom Alapítvány által támogatott szervezeteket mind Soros irányítja.

## A Soros-tervvel kapcsolatos intézkedések, vélemények
A Soros-terv körül az alábbi intézkedések, események történtek:
- 2017 eleje: intézkedések a Soros György által létrehozott, vagy támogatott szervezetek ellen; ennek részeként a Közép-európai Egyetem fokozatos ellehetetlenítése, majd magyarországi működésének lehetetlenné tétele.
- 2017. június: a lex NGO elfogadása, amely hivatalosan biztosítja a külföldi kapcsolattal rendelkező civil szervezetek nyilvános megkülönböztetését.
- 2017. július: Soros-ellenes országos plakátkampány, ami után számos hazai és külföldi szervezet tiltakozott amiatt, hogy szerintük a náci plakátokra hasonlítanak, és antiszemiták.
- 2017. szeptember: Nemzeti konzultáció a „Soros-tervről”.
- 2017. október 12-én a Jobbik feljelentette Sorost „alkotmányos rend erőszakos megváltoztatásának előkészülete, alkotmányos rend elleni szervezkedés, rombolás, hazaárulás és lázadás miatt”, hogy bíróság döntse el: valóban igazak-e a kormány állításai. A Nemzeti Nyomozó Iroda több mint egy hónapig tartó vizsgálat után nem indított nyomozást, mivel egyik pontban sem találtak a bejelentettekre utaló tevékenységet.
- 2018. január: újabb plakátkampány, ahol Sorost ellenzéki politikusokkal, Szél Bernadettel, Gyurcsány Ferenccel, Vona Gáborral és Karácsony Gergellyel együtt ábrázolták, azt üzenve, hogy a kormány szerint „együtt kívánnák lebontani a határt védő kerítést”.[31]
- 2018. június: az Alaptörvény hetedik módosítása és a Stop Soros törvénycsomag elfogadása.
- 2019. február: újabb plakátkampány, ezúttal Soros mellé Jean-Claude Juncker került, a „tájékoztató akció” üzenete szerint a brüsszeli politika is a bevándorlás megkönnyítését célozná.[32]
- 2020. április: a kirobbant koronavírus-járvány idején ismét felerősödött az a kormányzati vélemény, miszerint Soros a rekordgyenge forintra spekulál, noha erre nem volt bizonyíték.[33]
- 2020. április 23.: Orbán Viktor aznapi rádióinterjújában már „második Soros-tervről” is beszélt, ami szerinte Soros azon javaslatán alapszik, miszerint az EU-nak örökjáradék-kötvényeket kellene kibocsátania, hogy finanszírozni tudja a koronavírus-járvány miatt gyengélkedő gazdaság talpra állítását. A javaslat szerint a kötvények névértékét nem kellene visszafizetni, a kamatait ugyanakkor meghatározatlan ideig kellene fizetni.[34][35] Orbán szerint ezzel Soros gyakorlatilag „adósrabszolgaságba” akarja lökni az EU-t. A nyilatkozat után Orbán értelmezését a többi kormányközeli médium is átvette.[36]
- 2020. április 26.: Kövér László fideszes házelnök egy Bayer Zsolt műsorában tett interjújában spekulánsi mivoltára alapozva kritizálta Sorost. Kövér amúgy 1987-88 között szintén Soros-ösztöndíjjal kutathatott, és saját bevallása szerint is ez adta akkori megélhetését.[37]
- 2020. július 24.: a gyöngyöspatai romák iskolai szegregációja miatt a bíróság által elrendelt kártérítés kapcsán, melyet az állam oktatási programokkal akart kiváltani, Horváth László miniszterelnöki megbízott közölte, hogy megtörtént a kártérítések felének kifizetése, ugyanakkor annak a véleményének adott hangot, miszerint az eset mögött „politikai indíttatású pénzszerző akció áll, hiszen egy olyan alapítvány tervezte, szervezte és valósította meg azt, melynek legfőbb támogatója Soros György”.[38]
- 2020. szeptember-október: az Európai Bizottság Magyarország jogállamiságával és az Orbán-kormánnyal kapcsolatos elmarasztaló jelentését a Fidesz-kormányzat többek közt azzal kritizálta, hogy azt „Soros mondta tollba”, mert szerintük amögött Soros által támogatott szervezetek állnak.[39][40]
- 2020. november 20.: Orbán rádióinterjújában ismét Sorost kritizálta, „a világpolitika legkorruptabb emberének” titulálva őt. Mindezt azután mondta, hogy Soros egy november 18-án megjelent véleménycikkben bírálta az Orbán-kormányt, ami szerinte „Orbán személyes korrupciójával és gondosan kidolgozott kleptokráciával csupaszra rabolta Magyarországot”. A cikk a magyar és a lengyel kormány azon vétójára reflektált, amivel az EU költségvetésének elfogadását akadályoznák, miután az EU jogállamisági feltételekhez kötné az uniós támogatások kifizetését. Az Orbán-kormány narratívájában korábban is Soros volt beállítva, mint aki a háttérből irányítaná ezeket az intézkedéseket.[41][42]
- 2020. november 23.: a Kormányzati Tájékoztatási Központ szerint George Clooney amerikai színész pár nappal korábbi, Orbán-kormányt kritizáló megnyilatkozása is Soros befolyása miatt történt, mert szerintük Clooney és Soros szoros barátságban áll egymással. Mindezt arra alapozták, hogy egy fényképen a színész és Soros fia együtt látható.[43] Clooney közleményben tudatta, hogy egyszer találkozott Sorossal, és egyszer a fiával, „Orbán propagandagépezete tehát hazudik, pont”. Ezen kívül kitért Soros karitatív tevékenységeire és arra, hogy Orbánt is Soros támogatta a rendszerváltás idején.[44]
- 2020. november 24.: a Párbeszéd ironikusan felvetette, hogy lehetne egy „Soros György elleni küzdelemért felelős államtitkár” is.[45]
- 2020. november 25.: Orbán saját miniszterelnöki honlapján tette közzé „Európa nem hódolhat be a Soros-hálózatnak” című válaszlevelét Soros november 18-i cikkére, ebben lényegében azt a korábbi véleményét taglalja, miszerint Soros a vélelmezett hálózata révén Európa népei ellen hangol, ezzel is reagálva az Unió jogállamisági feltételeire.[46] Deutsch Tamás fideszes EP-képviselő is úgy nyilatkozott, hogy „Brüsszel élesítette a »Soros-tervet«, több millió migránst akarnak rákényszeríteni a tagállamokra, és nyíltan fenyegetik azokat az országokat, amelyek a terv útjában állnak”.[47]
- 2020. november 28.: Demeter Szilárd az Origón közzétett Sorost kritizáló írásában párhuzamot vont a holokausztot túlélő Soros és a náci Németország között, többek közt úgy fogalmazva, hogy „Európa Soros György gázkamrája”, Soros pedig „a liberális Führer”. Demeter szerint Soros az élete végén az Uniót felhasználva akar „életművet” maga után hagyni, ahol a „liberárják” mellett a magyarok és a lengyelek „az új zsidók”.[48] Vámos Miklós író még aznap Facebook-bejegyzésben reagált „D SZ ámokfutására”, azt üzenve, hogy „ha elment az esze, hagyja ott felelős állását, takarodjon melegebb égtájakra, próbálja megtalálni, addig is fogja be”.[49] A Mazsihisz,[50] de Izrael magyarországi nagykövetsége is tiltakozott Demeter megnyilatkozása miatt.[51] Demeter később is úgy reagált, hogy szerinte „a zsidó-keresztény kultúrán alapuló több ezer éves európai életformát megőrizni kívánókat támadják azzal, hogy a lengyeleket és a magyarokat ki akarják taszítani az »európaiak« köréből”, és hogy „a liberális mainstream nettó náci logikát működtet”, ami szerinte elfogadhatatlan.[50] A felháborodás hatására egy nappal később bejelentette, hogy visszavonja írását és törli Facebook-oldalát is.[52]
- 2020. december 13.: Orbán újabb Sorost kritizáló írást jelentetett meg „Európa nem hódolt be” címmel, miután Soros bírálta az Orbán és az Unió között december 10-én megkötött alkut, melyben visszavonásra került a belengetett magyar és lengyel vétó. Soros szerint az Unió „a legrosszabb kompromisszummal” meghátrált „Orbán blöffje” előtt, a saját elveinek is ellent mondva, Orbán szerint ugyanakkor sikerült visszaverni Soros „hatalomátvételi kísérletét”.[53][54]
- 2020. december 18.: Orbán rádióinterjújában egyebek mellett újra arról beszélt, hogy szerinte a brüsszeli megegyezéssel sikerült megállítani Soros „NGO-kon keresztüli befolyását”, aki a „baloldal támogatásával a magyaroknak és a lengyeleknek akar ártani”.[55]
- 2021. július: a kormány újabb konzultációjában – melyben a koronavírus-járvány kapcsán hozott intézkedések véleményezése is helyet kapott – újra több Sorost érintő téma is szerepelt. Itt a korábban már alkalmazott „migráns-betelepítés” narratívája mellett a kormány által elfogadott 2021. évi LXXIX. törvény A pedofil bűnelkövetőkkel szembeni szigorúbb fellépésről, valamint a gyermekek védelme érdekében egyes törvények módosításáról című törvény okozta kül- és belföldi felháborodás mögött is Soros szervezeteit vélelmezték, miután az eredetileg pedofil bűncselekményekkel foglalkozó törvény mellé utólag a homoszexualitás bemutatását korlátozó passzusok is hozzárendelődtek, a kritikusok szerint összemosva a két jelenséget, ami szerintük megbélyegzőleg hat.[56][57] Később az hangzott el Kocsis Mátétól, a Fidesz frakcióvezetőjétől, hogy Soros fia hangolja az úgynevezett „pedofil törvény” ellen a nemzetközi közvéleményt.[58] Miután a Riporterek Határok Nélkül a „sajtószabadság ellenségei” közé sorolta Orbán Viktort egyetlen uniós vezetőként, Varga Judit igazságügyi miniszter és Deutsch Tamás EP-képviselő is „Soros-szervezetnek” nevezték a szervezetet, amit Soros pénzel.[59][60]
- Soros később is előkerült a fideszes kommunikációban, például mikor a 2022-es országgyűlési választás után először adott rádióinterjút Orbán 2022. június 10-én, itt úgy fogalmazott az orosz-ukrán háborúval kapcsolatban, hogy szerinte Soros „háborús uszító”, mert az „általa szimbolizált körök” a konfliktus okozta gazdasági nehézségeken „akarnak keresni”.[61] (Ez a véleménye pont egy évvel később ugyanígy elhangzott.)[62] Egy 2022 decemberi videóban pedig Mikulásként ábrázolták, aki az ellenzéknek hoz ajándékként pénzügyi támogatást.[63] Az év végére a kormányközeli médiákban „dollárbaloldal” néven is próbálták dehonesztálni az ellenzéket amiért állításuk szerint közel két milliárd forintot kaptak Amerikából „kampányra”[64], és a kormánnyal kritikus médiumokat, ezek során is előkerült Soros személye.[65][66] Ezután a kormányközeli Rákay Philip „hungarofób körök és Soros György által pénzelt emberek közös hangulatkeltő kampánysorozatával” indokolta, hogy a hozzá kötődő Aranybulla sorozat külföldön és belföldön is megbukott.[67]
- Soros 2023. június 12-én jelentette be, hogy visszavonul és üzleti érdekeltségeit Alexander nevű fia viszi tovább. Orbán és a kormányközeli médiumok reakciója szerint ezentúl Soros fia folytatja az apja „elkezdett tervét”, erre utal az ott megjelent „Soros 2.0” kifejezés, míg Orbán A Keresztapa című film azon jelenetét osztotta meg Twitteren, ahol a koros Don Vito Corleone maffiafőnök Michael nevű fiát teszi meg utódául.[68]
- 2023 novemberében egy újabb nemzeti konzultáció keretében olyan plakátok készültek, amin Alexander Soros szerepel Ursula von der Leyen, az Európai Bizottság (EB) elnöke társaságában „Ne táncoljunk úgy, ahogy ők fütyülnek!” szöveggel.[69] Az EB szóvivője úgy nyilatkozott, hogy a konzultáció valótlanságokkal van tele; a Bizottságból senkivel nem egyeztettek, valamint hogy Alex Soros és von der Leyen között semmilyen kapcsolat nincs.[70]
- Orbán Balázs miniszterelnöki tanácsadó 2024. szeptember 25-én publikált, nagy port felvert nyilatkozata, amiben párhuzamot vonva az 1956-os forradalom és az orosz-ukrán háború között úgy fogalmazott 1956 tanulságaként értékelve, hogy Magyarország nem tanácsolta volna Ukrajnának, hogy egy „háborús védekezésbe” vigye az országot, jelentős közéleti bírálatokat váltott ki. A nyilatkozatot követően elnézést kért ugyan azoktól, akiket megbántott, de október 10-én már úgy fogalmazott az esetről, hogy „a Soros-hálózat és az által támogatott média vezetésével kiválóan koordinálva forgatták ki a szavait”.[71]